# Lyalta
Lyalta est un hameau (hamlet) du Comté de Wheatland, situé dans la province canadienne d'Alberta.

## Démographie
En tant que localité désignée dans le recensement de 2011, Lyalta a une population de 26 habitants dans 8 de ses 10 logements, soit une variation de 18.2% par rapport à la population de 2006. Avec une superficie de 0,147 7 km2, le hameau possède une densité de population de 176,032 5 hab/km2 en 2011.
Concernant le recensement de 2006, Lyalta abritait 22 habitants dans 8 de ses 8 logements. Avec une superficie de 0,147 7 km2, le hameau possédait une densité de population de 149,0 hab/km2 en 2006.